# Puy de Chalard
Il Puy de Chalard (840 m s.l.m.) è un vulcano inattivo della catena dei Puys nel Massiccio Centrale.

## Geografia
Il Puy de Chalard si trova nel comune di Manzat, a meno di 40 miglia a nord ovest di Clermont-Ferrand.
È un vulcano di tipo stromboliano avente un cratere disuguale, vale a dire, un cratere a cui un lato è esploso. Le sue pendici sono ricoperte da una fitta foresta di conifere.